# Rhyacotriton cascadae
Rhyacotriton cascadae é uma espécie de anfíbio caudado pertencente à família Rhyacotritonidae. Endêmica do Noroeste Pacífico.